# Jivodum
Jivodum (Ji-vodun) são elementos da mitologia fon. São os voduns do alto, muito respeitados no panteão vodum por estarem ligados ao ciclo das chuvas que possibilitam as colheitas, e é uma grande família cujo chefe é simplesmente chamado de Sô.
Sô é filho de Aguê e Mawu e teve como parceira sua irmã gêmea Abê, da qual nasceram os Sovi (filhos do fogo), os machos Quevioço, Aclombé, Ajacatá, Badé, etc. e as fêmeas Sinmenu-Sobô, Naeté, Adém, Queli, Beueçu, etc., e a caçula mimada Averequete. Todos eles representam aspectos da tempestade, produto do turbulento acasalamento concreto entre o fogo e a água.
Pela ligação com as chuvas, os Jivoduns participam do ciclo das águas e agrupam também ao redor de si os inúmeros voduns ligados a este elemento, entre os quais o principal e já mencionado Abê, que é o chefe dos tovodum, os voduns das águas (não confundir com tovodum, ou vodum regional). Lissá, o camaleão que puxa os astros no céu com a corda transparente que sai de sua cloaca é também considerado um Jivodum.